# Abc (クイズ大会)
abc（エービーシー）は、関東地方で2003年以来毎年開催されている、大学4年までの学生を対象とした日本最大の早押しクイズの大会である。

## 概要
本大会は「新世代による基本問題実力No.1決定戦」をコンセプトとしている。

### 出題問題について
本大会で出題される問題は、いわゆる「基本問題」と呼ばれ、クイズを始める初心者が最初に触れるに相応しい基本的な問題を中心に出題されている。問題は社会人有志によって作成され、ミスリードがない、問題文に盛り込む情報が多過ぎないといったことなどを考えながら、運営スタッフによる念を押した推敲が重ねられた上で出題される。

### 大会名の由来
大会名の「abc」とは、それぞれ「新しい"選択肢"」=Alternative、「"基本"問題主体」=Basic、「"古典"的アプローチ」=Classicという意味が込められており、大会開始頃、主流だった学生系クイズ大会の「マンオブ」とは異なることを示すために名付けられた。

## 大会史

### 黎明期(第1回 - 第4回)
早稲田大学クイズ研究会OBの市川尚志の提唱により、「新世代による基本問題ガチンコ実力ナンバーワン決定戦」をコンセプトとして開始する。クイズプレイヤーの徳久倫康によると、第1回大会から第4回大会の間は、短文早押しクイズの基礎的な戦い方が参加者に広く知られていなかったとみている。演出面では、第1回大会と第2回大会は当時のオープン大会と大差はなかったが、第3回からは音響、照明、演出が大きく変わり、それまでホワイトボードとペンで書かれていた得点表示も松本鎮成によってプログラム化された。このとき変更された音響は、ファミリー劇場で放送された第15回大会以前まで使用され、業者を入れて継続している。

### 過渡期(第5回 - 第8回)
第5回から立命館大学を卒業した古川洋平が大会長に就任し、運が絡む要素の排除、準決勝進出者への「二つ名」の付与、団体戦のEQIDENの導入など現在でも行われている変更がされた。

## 出場資格
以下のいずれかの条件を満たすこと。
- 大会の直近の3月1日時点で大学or専門学校連続在学4年以下であること。ただし、一度社会人になった経験を持つ場合、こちらの条件は満たさないものとする。
- 大会の直近の4月1日時点で22歳以下であること。一度社会人になった経験があっても22歳以下であればこちらの条件を満たす。

## abcのルール
abcの基本的なルールは変わらないが、細部のルール変更や新形式のクイズが取り入られることはある。以下のルールはabc the23rdで行われたものである。各ラウンド数は1Rのように略記する。

### 1R 200問ペーパークイズ
制限時間40分間で100問の4択クイズと100問の筆記クイズを出題するペーパークイズ。それぞれ配点は1問1点の100点満点で、4択クイズの上位200位以内（200位同着を含む）の参加者を対象に筆記クイズの採点を行う。筆記クイズの上位48名が2Rに進出する。筆記クイズが同点の場合は、4択クイズの成績に基づいて順位を決定する。
筆記クイズの49位は「次点」となり、2Rには進出できないが名前が発表される。また、筆記クイズの上位100名は「百傑」と称され、会場または公式YouTubeチャンネルで名前が発表される。

### 2R 連答つき5○2×クイズ
1Rを通過した48名を、以下のように12名ずつ4組に分けての早押しクイズ。1Rの順位により、1〜4位は3ポイント、5〜12位は2ポイント、13〜24位は1ポイントをはじめから持っている状態でスタートする。
1問正解すると1ポイントと連答権を獲得する。連答権を所持した状態で正解すると2ポイントを獲得できる。連答権は自身の正解または誤答、および他者の正解で解除され（他者の誤答および問題のスルーでは解除されない）、通算5ポイントで勝ち抜けとなる。通算2問誤答で失格。各組5名、計20名が勝ち抜けとなり、3Rに進出する。7名が失格した場合、その時点で残っている者は勝ち抜けとなる。
例年1R1位の選手は、2R開始時に当日に読まれる問題を何番の問題から読み始めるかを決定する。
| Advantage | 3pts | 2pts | 2pts | 1pt  | 1pt  | 1pt  | 0pt  | 0pt  | 0pt  | 0pt  | 0pt  | 0pt  |
| 1組目     | 1st  | 5th  | 09th | 13th | 17th | 21st | 25th | 29th | 33rd | 37th | 41st | 45th |
| 2組目     | 2nd  | 6th  | 10th | 14th | 18th | 22nd | 26th | 30th | 34th | 38th | 42nd | 46th |
| 3組目     | 3rd  | 7th  | 11th | 15th | 19th | 23rd | 27th | 31st | 35th | 39th | 43rd | 47th |
| 4組目     | 4th  | 8th  | 12th | 16th | 20th | 24th | 28th | 32nd | 36th | 40th | 44th | 48th |

### 3R Number 10
2R通過の20名が、ルールの異なる4コースから1つを選択する。各コースとも出場人数は5名で、コース選択の優先順は（2R各組の勝ち抜け順）→（1Rの順位）によって決定する。
各コース2名、計8名が勝ち抜けとなり、準決勝に進出する。各コースとも15分間の制限時間があり、15分経過後の勝ち抜け者が2名に達しない場合は、各コースごとの判定基準で勝ち抜け者を決定する。
各コースは以下の通りである。コースを行う順番は抽選によって決定する。

#### 10 up-down
1問正解1ポイント、10ポイント獲得で勝ち抜け。誤答の場合はそれまでのポイントが0ポイントに戻る上、通算誤答数2回で失格となる。

#### Freeze 10
10問正解で勝ち抜け。誤答は通算の誤答回数×1問の間休みとなる。3Rのコースでは唯一、途中失格が無い。

#### Swedish 10
10問正解で勝ち抜け。誤答はその時点の正解数に応じて以下のように×がつき、10×で失格。
| 正解数 | つく×の数 |
| ------ | --------- |
| 0      | 1         |
| 1~2    | 2         |
| 3~5    | 3         |
| 6~9    | 4         |

#### 10 by 10
「正解ポイント：0」×「誤答ポイント：10」＝「総合ポイント：0」の状態でスタートし、正解すると「正解ポイント」が1増え、誤答すると「誤答ポイント」から1減る。「総合ポイント」が100ポイント以上到達で勝ち抜けとなる。6回誤答する(誤答ポイントが4ポイントになる)と失格となり、ポイントも残らない。

### Extra Round（敗者復活戦）
3R終了後に、それまでの敗者が全員参加する敗者復活戦が行われる。筆記クイズの1st step、早押しクイズの2nd stepを勝ち抜いた1名が敗者復活となり、準決勝に進出する。
1st stepは、まず「フェーズ1」として筆記クイズ10問がまとめて出題され、正解発表後に正解数トップタイが勝ち残る。続いて「フェーズ2」として筆記クイズ5問がまとめて出題され、正解発表後に正解数トップタイが勝ち残る。
12名以下になった時点で2nd step進出者が決定する。フェーズ2の勝ち残り者が13名以上いる場合は16問目以降が1問ずつ出題され、正解者が12名以下になった時点で2nd stepに移行する。
2nd stepは、1問誤答で失格の早押しクイズが出題される。最初に5問正解した1名が敗者復活となる。
準決勝の開始前に選手が1名ずつ解答席へ呼ばれ、名前が「二つ名」とともにコールされる。なお、敗者復活者には二つ名は与えられない。

### 準決勝 3セット制タイムレース "Nine Hundred"
3R通過の8名に敗者復活の1名を加えた9名による、3セットの早押しクイズ。各セット5分間のタイムレースで、正解・誤答の判定が出るとすぐに次の問題に移る。出題した問題と正解は、セット終了後にまとめてフォローされる。
各セットごとの配点は下表のように変動する。各セット終了時点のポイント上位1名が勝ち抜け、同下位2名が失格となり、決勝に進出できるのは3名となる。セット終了時のポイントは、そのまま次のセットに持ち越される。
セット終了時点で、同点により勝ち抜け者や失格者が規定人数を超えた場合は、対象者によるプレーオフの早押しクイズを行う。1問正解で勝利、1問誤答で敗退。プレーオフの正解・誤答は、それまでのセットに加点・減点はされない。
|         | 参加人数 | 正解  | 誤答  |
| ------- | -------- | ----- | ----- |
| 1st Set | 9人      | +1pt  | -1pt  |
| 2nd Set | 6人      | +1pt  | -2pts |
| 3rd Set | 3人      | +2pts | -2pts |

### 決勝 トリプルセブン
3名による3セット先取の早押しクイズ。各セットは7問正解で獲得できるが、3問誤答をするとそのセットは失格となる（いわゆる「7○3×」)。2名が失格した場合は、残りの1名がセットを獲得する。3セットを先取した者が優勝者となる。
各セット終了時には20秒のインターバルタイムがあり、決勝進出者が各自2名まで設けたセコンドと作戦を練ることができる。

## 過去の大会
| 大会名              | 開催日        | 会場                              | 参加人数 | 優勝者     | ペーパー1位 |
| ------------------- | ------------- | --------------------------------- | -------- | ---------- | ----------- |
| abc 〜the first〜   | 2003年3月30日 | ティアラこうとう                  | 125人    | 片岡桂太郎 | 古川洋平    |
| abc 〜the second〜  | 2004年3月21日 | 一橋大学国立キャンパス            | 166人    | 古川洋平   | 古川洋平    |
| abc 〜the third〜   | 2005年3月21日 | 江東区総合区民センター            | 188人    | 古川洋平   | 石野将樹    |
| abc 〜the fourth〜  | 2006年3月19日 | 板橋区高島平区民会館              | 229人    | 古川洋平   | 宮川敬      |
| abc 〜the fifth〜   | 2007年3月21日 | 川崎市産業振興会館                | 269人    | 田村良平   | 田村良平    |
| abc 〜the sixth〜   | 2008年3月23日 | 川崎市産業振興会館                | 263人    | 定森洋人   | 定森洋人    |
| abc 〜the seventh〜 | 2009年3月22日 | サンピアンかわさき                | 319人    | 大美賀祐貴 | 隅田好史    |
| abc 〜the eighth〜  | 2010年3月21日 | サンピアンかわさき                | 392人    | 隅田好史   | 隅田好史    |
| abc 〜the ninth〜   | 2011年8月20日 | 大田区民センター                  | 451人    | 青木寛泰   | 隅田好史    |
| abc 〜the tenth〜   | 2012年3月18日 | サンピアンかわさき                | 492人    | 廣海渉     | 廣海渉      |
| abc the11th         | 2013年3月24日 | 大田区民センター                  | 532人    | 隅田好史   | 隅田好史    |
| abc the12th         | 2014年3月23日 | 横須賀市文化会館                  | 616人    | 青木寛泰   | 武富康朗    |
| abc the13th         | 2015年3月22日 | 埼玉会館                          | 644人    | 青木寛泰   | 原滉明      |
| abc the14th         | 2016年3月20日 | 和光市民文化センター サンアゼリア | 678人    | 佐谷政裕   | 萬谷祥輝    |
| abc the15th         | 2017年3月19日 | 和光市民文化センター サンアゼリア | 729人    | 鈴木淳之介 | 浅間匠      |
| abc the16th         | 2018年3月18日 | 埼玉会館                          | 775人    | 加瀬主税   | 水上颯      |
| abc the17th         | 2019年3月17日 | 和光市民文化センター サンアゼリア | 848人    | 吉原主税   | 中江一統    |
| abc the18th         | 2020年8月16日 | 八千代市市民会館                  | 633人    | 加瀬主税   | 吉原主税    |
| abc the19th         | 2021年3月20日 | カルッツかわさき                  | 409人    | 寺内一記   | 吉原主税    |
| abc the20th         | 2022年3月20日 | カルッツかわさき                  | 633人    | 鈴木幸多朗 | 吉原主税    |
| abc the21st         | 2023年3月19日 | 大宮ソニックシティ                | 834人    | 東問       | 長野春太    |
| abc the22nd         | 2024年3月16日 | 八千代市市民会館                  | 830人    | 松﨑颯樹   | 松﨑颯樹    |
| abc the23rd         | 2025年3月16日 | 大宮ソニックシティ                | 1,186人  | 今井吹樹   | 宮田大翔    |
| abc the24th         | 2026年3月22日 | カルッツかわさき                  |          |            |             |

## 大会での記録
abc the23rd終了時点。

### 最多優勝記録
| 順位 | 名前     | 記録 | 大会          | 備考  |
| ---- | -------- | ---- | ------------- | ----- |
| 1    | 古川洋平 | 3回  | 第2, 3, 4回   | 3連覇 |
| 1    | 青木寛泰 | 3回  | 第9, 12, 13回 | 2連覇 |
| 3    | 隅田好史 | 2回  | 第8, 11回     |       |
| 3    | 加瀬主税 | 2回  | 第16, 18回    |       |

### 最多決勝進出記録
| 順位 | 名前       | 記録 | 大会               | 備考                 |
| ---- | ---------- | ---- | ------------------ | -------------------- |
| 1    | 古川洋平   | 4回  | 第1, 2, 3, 4回     | 4回連続（3連覇含む） |
| 1    | 大美賀祐貴 | 4回  | 第6, 7, 8, 10回    | 3回連続              |
| 1    | 青木寛泰   | 4回  | 第9, 11, 12, 13回  | 3回連続（2連覇含む） |
| 1    | 吉原主税   | 4回  | 第14, 17, 19, 20回 | 2回連続              |
| 5    | 廣海渉     | 3回  | 第7, 9, 10回       | 2回連続              |
| 5    | 加瀬主税   | 3回  | 第15, 16, 18回     | 2回連続              |
| 7    | 石野将樹   | 2回  | 第2, 5回           |                      |
| 7    | 佐谷政裕   | 2回  | 第12, 14回         |                      |
| 7    | 池内敦     | 2回  | 第13, 16回         |                      |
| 7    | 寺内一記   | 2回  | 第18, 19回         | 2回連続              |
| 7    | 上野李王   | 2回  | 第19, 22回         |                      |
| 7    | 押切真大   | 2回  | 第21, 23回         |                      |

### 最年少優勝記録
| 順位 | 名前       | 記録 | 大会   | 次回大会結果 |
| ---- | ---------- | ---- | ------ | ------------ |
| 1    | 青木寛泰   | 中3  | 第9回  | 3R敗退       |
| 2    | 大美賀祐貴 | 高3  | 第7回  | 準優勝       |
| 2    | 青木寛泰   | 高3  | 第12回 | 優勝         |
| 4    | 隅田好史   | 大1  | 第8回  | 準決勝敗退   |
| 4    | 青木寛泰   | 大1  | 第13回 | 欠場         |
| 4    | 吉原主税   | 大1  | 第17回 | 3R敗退       |
| 4    | 松﨑颯樹   | 大1  | 第22回 | 3R敗退       |
| 8    | 古川洋平   | 大2  | 第2回  | 優勝         |
| 8    | 加瀬主税   | 大2  | 第16回 | 準決勝敗退   |
| 10   | 古川洋平   | 大3  | 第3回  | 優勝         |
| 10   | 東問       | 大3  | 第21回 | 2R敗退       |

### 最多ペーパー1位記録
| 順位 | 名前     | 記録 | 大会            | 備考    |
| ---- | -------- | ---- | --------------- | ------- |
| 1    | 隅田好史 | 4回  | 第7, 8, 9, 11回 | 3回連続 |
| 2    | 吉原主税 | 3回  | 第18, 19, 20回  | 3回連続 |
| 3    | 古川洋平 | 2回  | 第1, 2回        | 2回連続 |

### 最年少ペーパー1位記録
| 順位 | 名前     | 記録 | 大会   | 次回大会結果 |
| ---- | -------- | ---- | ------ | ------------ |
| 1    | 隅田好史 | 高3  | 第7回  | 1位          |
| 2    | 古川洋平 | 大1  | 第1回  | 1位          |
| 2    | 隅田好史 | 大1  | 第8回  | 1位          |
| 2    | 松﨑颯樹 | 大1  | 第22回 | 2位          |
| 5    | 古川洋平 | 大2  | 第2回  | 3位          |
| 5    | 石野将樹 | 大2  | 第3回  | 5位          |
| 5    | 隅田好史 | 大2  | 第9回  | 4位          |
| 5    | 原洸明   | 大2  | 第13回 | 5位          |
| 5    | 吉原主税 | 大2  | 第18回 | 1位          |
| 5    | 宮田大翔 | 大2  | 第23回 |              |
| 11   | 吉原主税 | 大3  | 第19回 | 1位          |

### 最多ポールトゥーウィン記録
| 順位 | 名前     | 記録 | 大会      |
| ---- | -------- | ---- | --------- |
| 1    | 隅田好史 | 2回  | 第8, 11回 |
| 2    | 古川洋平 | 1回  | 第2回     |
| 2    | 田村良平 | 1回  | 第5回     |
| 2    | 定森洋人 | 1回  | 第6回     |
| 2    | 廣海渉   | 1回  | 第10回    |
| 2    | 松﨑颯樹 | 1回  | 第22回    |

## 関連大会
- EQIDEN - abcの合間を縫って行われる、教育機関対抗の団体戦。
- ABC - 「社会人による基本問題実力No.1決定戦」をコンセプトとする大会。